# Bob Berry
Bob Berry (San José, California; 10 de marzo de 1942 – Santa Cruz, California; 19 de abril de 2023) fue un jugador de fútbol americano de Estados Unidos que jugó 12 temporadas con dos equipos en la NFL en la posición de quarterback.

## Carrera

### Universitario
A nivel universitario jugó para los Oregon Ducks por tres temporadas, donde fue compañero de equipo de los eventuales miembros del Salón de la Fama Mel Renfro y Dave Wilcox y lograron tres temporadas ganadoras y ganaron el Sun Bowl de 1963 a SMU Mustangs por 21-14 en la última temporada de la universidad como equipo independiente.
Sería nombrado All-American en 1964 y fue nominado al Trofeo Heisman ese mismo año, que terminó ganando John Huarte de Notre Dame Fighting Irish. En 1985 fue nombrado alumno distinguido de la Universidad de Oregon, inducido al Salón de la Fama de los Deportes de Oregon en 1987 e inducido al Salón de la Fama de los Oregon Ducks en 1992.

### Profesional
Fue elegido en la posición 142 de ronda 11 del Draft de la NFL 1964 por los Philadelphia Eagles y en la ronda 26 en la posición 201 del Draft de la AFL por los Denver Broncos, pero prefirió jugar su temporada de senior en Oregon y firma con los Minnesota Vikings a finales de noviembre luego de que los Vikings adquirieran los derechos del Draft de los Eagles.
Juega por tres temporadas con los Vikings, las dos primeras como el suplente de Fran Tankerton y dirigido por Norm Van Brocklin, un exquarterback de Oregon Ducks. En 1966 tiene su primer partido como titular el 4 de diciembre en la derrota ante los Atlanta Falcons. Al año siguiente Tankerton fue cambiado a los New York Giants por varias selecciones del Draft, pero Berry pasó a ser el suplente de Joe Kapp. En 1968 el equipo lo deja en libertad en septiembre.
Berry fue contratado por los Atlanta Falcons para la temporada de 1968, y Van Brocklin pasó a ser el coach a partir de la tercera semana. Berry inició 51 partidos para los Falcons en cinco años hasta 1972, donde lanzó para 8,489 yardas y 57 touchdowns, con un promedio de 79.2. Fue seleccionado al Pro Bowl de 1969, y fue cambiado a los Vikings en mayo de 1973.
Juega con los Minnesota Vikings nuevamente por cuatro temporadas, como titular en 1973. Nuevamente fue suplente de Tarkenton, y Minnesota llegó a tres Super Bowls (VIII, IX y XI), todos los perdieron. Berry se retiró en el primer día del campamento de entrenamiento de 1977 el 28 de julio.

## Vida personal
Berry tuvo dos hijos, Jennifer (nacida en 1972) y Michael (nacido en 1993), y dos nietos. Berry vivía en Santa Cruz, California.
Su hermano menor Ken fue el quarterback titular de los San Jose State Spartans y se enfrentaron en 1963.